# Pennathur
Pennathur es una ciudad y nagar Panchayat situada en el distrito de Vellore en el estado de Tamil Nadu (India). Su población es de 9425 habitantes (2011).

## Demografía
Según el censo de 2011 la población de Pennathur era de 9425 habitantes, de los cuales 4595 eran hombres y 4830 eran mujeres. Pennathur tiene una tasa media de alfabetización del 80,94%, superior a la media estatal del 80,09%: la alfabetización masculina es del 90,03%, y la alfabetización femenina del 72,42%.